# Lista siturilor arheologice din județul Cluj - Ț
Lista siturilor arheologice din județul Cluj - Ț conține toate siturile arheologice din județul Cluj înscrise în Repertoriul Arheologic Național (RAN) și aflate în localități al căror nume începe cu litera Ț. RAN este administrat de Ministerul Culturii și Patrimoniului Național și cuprinde date științifice, cartografice, topografice, imagini și planuri, precum și orice alte informații privitoare la zonele cu potențial arheologic, studiate sau nu, încă existente sau dispărute.
Puteți căuta un sit din localitățile care încep cu litera Ț folosind formularul de mai jos sau puteți naviga prin toate siturile din județ la Lista siturilor arheologice din județul Cluj.
| Cod RAN                                  | Denumire | Localitate            | Adresă           | Datare                         | Descoperit | Coordonate                                      | Imagine           | Erori            |
| ---------------------------------------- | --- | --------------------- | ---------------- | ------------------------------ | ---------- | ----------------------------------------------- | ----------------- | ---------------- |
| 59835.01.01 (Cod LMI: CJ-I-m-B-07215.01) | Așezarea preistorică de la Țaga / ansamblu anonim (Categorie: locuire civilă) (Tip: Locuire)                                              | sat Țaga, comuna Țaga |                  | Iclod                          |            | 46°56′N 24°02′E / 46.94°N 24.04°E               | Încărcați imagine | Raportați eroare |
| 59835.01.01 (Cod LMI: CJ-I-m-B-07215.01) | Așezarea preistorică de la Țaga / complex anonim (Categorie: locuire civilă) (Tip: locuință)                                              | sat Țaga, comuna Țaga |                  | Iclod                          |            | 46°56′N 24°02′E / 46.94°N 24.04°E               | Încărcați imagine | Raportați eroare |
| 59835.01.01 (Cod LMI: CJ-I-m-B-07215.01) | Așezarea preistorică de la Țaga / complex mormânt (Categorie: locuire civilă) (Tip: mormânt de inhumație)                                 | sat Țaga, comuna Țaga |                  |                                |            | 46°56′N 24°02′E / 46.94°N 24.04°E               | Încărcați imagine | Raportați eroare |
| 59835.01.02 (Cod LMI: CJ-I-m-B-07215.01) | Așezarea preistorică de la Țaga / ansamblu anonim (Categorie: locuire civilă) (Tip: Locuire)                                              | sat Țaga, comuna Țaga |                  | Coțofeni                       |            | 46°56′N 24°02′E / 46.94°N 24.04°E               | Încărcați imagine | Raportați eroare |
| 59835.02.01 (Cod LMI: CJ-I-s-A-07216)    | Așezarea preistorică fortificată de la Țaga - "Valea Tistașului" / ansamblu anonim (Categorie: locuire civilă) (Tip: Așezare fortificată) | sat Țaga, comuna Țaga | Valea Tistașului |                                | 1966-1967  | 46°55′56″N 24°03′42″E / 46.93218°N 24.06171°E   | Încărcați imagine | Raportați eroare |
| 59835.03.01 (Cod LMI: CJ-I-s-A-07217)    | Așezarea din epoca migrațiilor de la Țaga - "Hrube" / ansamblu anonim (Categorie: locuire civilă) (Tip: Așezare)                          | sat Țaga, comuna Țaga | Hrube            | sec. IV-V d.Hr.                | 1966-1967  | 46°56′05″N 24°03′51″E / 46.93471°N 24.06404°E   | Încărcați imagine | Raportați eroare |
| 59835.03.02 (Cod LMI: CJ-I-s-A-07217)    | Așezarea din epoca migrațiilor de la Țaga - "Hrube" / ansamblu anonim (Categorie: locuire civilă) (Tip: Așezare)                          | sat Țaga, comuna Țaga | Hrube            | Starčevo - Criș - III B - IV A | 1966-1967  | 46°56′05″N 24°03′51″E / 46.93471°N 24.06404°E   | Încărcați imagine | Raportați eroare |
| 59835.04.01                              | Situl arheologic de la Țaga - "Baza arheologică" / ansamblu anonim (Categorie: locuire civilă) (Tip: Așezare)                             | sat Țaga, comuna Țaga | Baza Arheologică | Iclod                          |            | 46°55′42″N 24°04′43″E / 46.92833°N 24.07861°E   | Încărcați imagine | Raportați eroare |
| 59835.04.02                              | Situl arheologic de la Țaga - "Baza arheologică" / ansamblu anonim (Categorie: locuire civilă) (Tip: Așezare)                             | sat Țaga, comuna Țaga | Baza Arheologică | Petrești                       |            | 46°55′42″N 24°04′43″E / 46.92833°N 24.07861°E   | Încărcați imagine | Raportați eroare |
| 59835.05.01                              | Așezarea neolitică de la Țaga - "Stația de Gaz" / ansamblu anonim (Categorie: locuire civilă) (Tip: Așezare)                              | sat Țaga, comuna Țaga | Stația de Gaz    | Petrești                       |            | 46°55′42″N 24°04′43″E / 46.92833°N 24.07861°E   | Încărcați imagine | Raportați eroare |
| 59835.06.01                              | Situl arheologic de la Țaga - "Valea Mileului" / ansamblu anonim (Categorie: locuire) (Tip: Așezare)                                      | sat Țaga, comuna Țaga | Valea Mileului   | Starčevo - Criș                |            |                                                 | Încărcați imagine | Raportați eroare |
| 59835.06.02                              | Situl arheologic de la Țaga - "Valea Mileului" / ansamblu anonim (Categorie: locuire) (Tip: Locuire)                                      | sat Țaga, comuna Țaga | Valea Mileului   |                                |            |                                                 | Încărcați imagine | Raportați eroare |
| 59835.06.03                              | Situl arheologic de la Țaga - "Valea Mileului" / ansamblu anonim (Categorie: locuire) (Tip: Așezare)                                      | sat Țaga, comuna Țaga | Valea Mileului   | dacică                         |            |                                                 | Încărcați imagine | Raportați eroare |
| 59835.06.04                              | Situl arheologic de la Țaga - "Valea Mileului" / ansamblu anonim (Categorie: locuire) (Tip: Locuire)                                      | sat Țaga, comuna Țaga | Valea Mileului   |                                |            |                                                 | Încărcați imagine | Raportați eroare |
| 59835.07.01 (Cod LMI: CJ-II-m-B-07803)   | Castelul Wass de la Țaga / ansamblu Castelul Wass (Categorie: construcție) (Tip: Castel)                                                  | sat Țaga, comuna Țaga | 14               | sec. XVIII                     |            | 46°56′31″N 24°02′59″E / 46.941923°N 24.049747°E | Încărcați imagine | Raportați eroare |
| 59835.08.01                              | Așezarea neolitică de la Țaga - "Viglab" / ansamblu anonim (Categorie: locuire) (Tip: așezare fortificată)                                | sat Țaga, comuna Țaga | Viglab           |                                |            | 46°55′33″N 24°04′36″E / 46.92583°N 24.07667°E   | Încărcați imagine | Raportați eroare |